# 스파이트풀

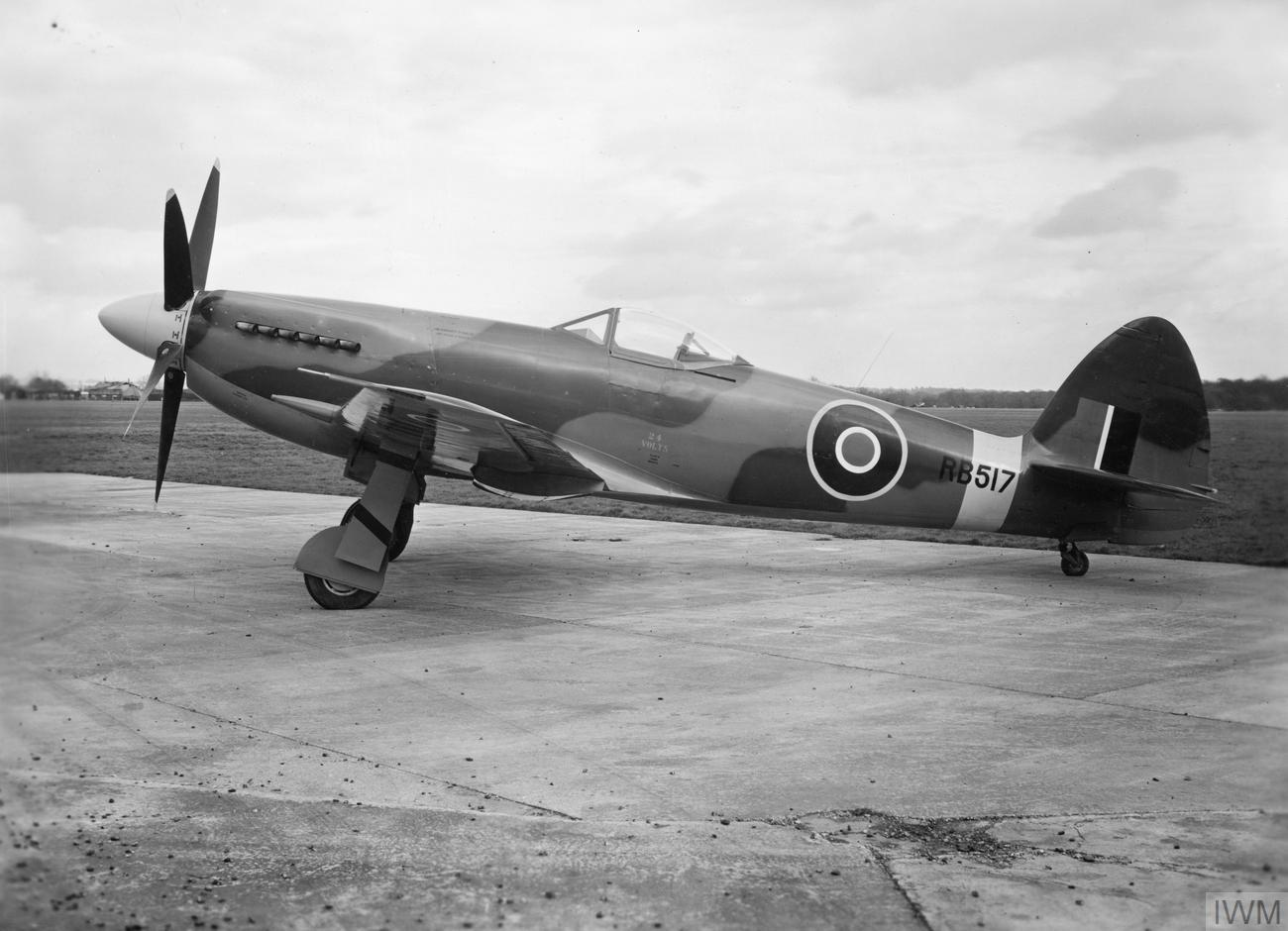

슈퍼머린 스파이트풀(Supermarine Spiteful)은 스핏파이어 전투기를 개량하여 만든 프로펠러 전투기로 스핏파이어와는 다르게 물방울형 칵핏트와 5날 프로펠러(스핏파이어는 후기형 제외하면 2,3날 프로펠러임)를 가지고 있다. 그러나 이 기체는 영국 공군 내에서 그렇게 성공한 전투기는 되지 못하고 겨우 22기만 생산되고 만다. 결국 테스트만 한 것이었다.

## 종류
- Spiteful F Mk 14 (Griffon 85 - 2,375 마력 엔진)
- Spiteful F Mk 15 (Griffon 89 - 2,350 마력 엔진)
- Spiteful F Mk 16 (Griffon 101 - 2,420 마력 엔진)
- Seafang F.Mk 31 (Griffon 61 엔진)
- Seafang F.Mk 32 (Giffon 89 - 2,350 마력 엔진)

## 같이 보기
관련 개발
- 스피트파이어
- 시팡
- 어태커